# Clase Avenger
La clase Avenger fue un grupo de cuatro portaaviones escolta, de los cuales, tres de ellos entraron en servicio en la Marina Real Británica y el otro en la Armada de los Estados Unidos. Los navíos eran originalmente buques mercantes construidos en los astilleros de la compañía Sun Shipbuilding and Drydock en Chester, Pennsylvania. Los mercantes fueron botados en 1939, pero en 1940 fueron transformados en portaaviones escolta y cedidos a Gran Bretaña.

## Características
Las embarcaciones tenía 150,04 metros de eslora (492,25 ft), 20,19 metros de manga (66,25 ft) y 7,09 metros de calado (23,25 ft). Desplazaban unas 8200 toneladas (9000 totalmente cargados). Su propulsión se basaba en cuatro motores diésel conectados a una única hélice que ejercían 8500 caballos de potencia, con los que podía alcanzar los 16,5 nudos (30,6 km/h).
En sus instalaciones para aeronaves tenían un combinado de puente-torre de control en su estribor, una larga cubierta de despegue hecha de madera, una plataforma elevadora para aviones de 13 m × 10 m, una catapulta aérea y nueve cables de frenado. Su armamento defensivo se basaba en 3 cañones AA de 102 mm y 15 cañones antiaéreos de 20 mm. Tenía capacidad para transportar a 555 tripulantes y 15 aviones, los cuales podían ser cazas como los F4F Wildcat o los Hawker Hurricane o aeronaves antisubmarinas como los Fairey Swordfish o los TBF Avenger.